# Lădești
Lădești è un comune della Romania di 2 046 abitanti, ubicato nel distretto di Vâlcea, nella regione storica dell'Oltenia.